# Prvenstvo Hrvatske u nogometu za kadete 1992./93.
Kadetski prvaci Hrvatske u nogometu za sezonu 1992./93. su bili nogometaši Osijeka

## Prvi rang
Prvo je igrano po regijama nogometnog saveza, a četiri najuspješnije momčadi su se plasirale u završnicu.

### Završnica
Igrano 19. i 20. lipnja 1993. u Osijeku.
Konačni poredak: 

1. Osijek 

2. Zagreb 

3. Varteks Varaždin 

4. Rijeka